# Tabernacle du Sacrement eucharistique
Le Tabernacle du Sacrement eucharistique, également connu sous le nom de Ciboire (Ciborium), est une œuvre en marbre créée par le sculpteur florentin Donatello lors de son séjour à Rome, entre 1432 et 1433.
Il mesure 228 cm de haut par 125,4 cm de large et est actuellement conservé au Musée du Trésor de la basilique Saint-Pierre au Vatican, mais a longtemps été placé dans la Sacristie des Bénéficiaires de la basilique vaticane. Très probablement, Michelozzo a participé au travail, les deux artistes formaient à cette époque un partenariat d'atelier.

## Histoire
La fonction actuelle du grand bloc de marbre est bien moins prestigieuse que celle pour laquelle il a été commandé. Initialement, en effet, il servait de ciboire, c'est-à-dire d'élégante structure architecturale destinée à abriter la pyx avec les hosties consacrées, alors qu'aujourd'hui il encadre une fresque détachée du XIVe siècle représentant une Vierge à l'Enfant, considérée comme miraculeuse à l'époque, et connue comme la Madone de la fièvre ou Vierge à l'eucalyptus, attribuée à Lippo Memmi.
La commande prestigieuse provient du pape vénitien Eugène IV, pour la chapelle privée que le pape avait inaugurée dans les palais du Vatican et qui devait plus tard être peinte à fresque par Fra Angelico. La modification de l'environnement, en 1538, obligea le transfert du ciboire à la basilique elle-même, pour laquelle Antonio da Sangallo le Jeune avait conçu un autel, plus tard peint à fresque par Perin del Vaga (1542).
L'œuvre a subi un entretien alternatif à partir du XVIIe siècle, disparaissant presque définitivement du corpus des œuvres de Donatello, bien qu'elle ait été mentionnée par Vasari. Il a fallu attendre la fin du XIXe siècle pour que le précieux tabernacle soit mis au jour, avec les éloges conséquents de la critique. Actuellement, il figure parmi les très rares œuvres connues que Donatello a exécutées lors de son premier voyage à Rome (1431 ou 1432 - 1433). 
L'autre œuvre certainement attribuée à ce séjour romain est la pierre tombale de l'archidiacre d'Aquilée, Giovanni Crivelli, à Santa Maria in Aracoeli. La plaque à l'origine posée sur le sol représente le défunt à l'intérieur d'une niche, surmontée d'une coquille.

## Description
Le Tabernacle se distingue par sa complexité architecturale qui pourrait désorienter l'observateur au premier coup d'œil. L'édicule veut simuler l'accès à la basilique du Saint-Sépulcre de Jérusalem, à travers une construction en trois dimensions qui porte aussi quelque chose de l'art romain.
Le tabernacle est composé comme une châsse architecturale, avec une base moulurée ornée de denticules et de feuillages et un socle, orné d'un relief d'angelots tenant deux roues et, au centre, une petite mosaïque circulaire d'une croix rouge à fond d'or. Deux paires de pilastres cannelés sur plinthes et à chapiteaux corinthiens soutiennent une sorte d'attique. La partie centrale contient l'édicule proprement dit, constitué d'un cadre rectangulaire couronné par un tympan triangulaire, avec un petit Rédempteur dans une guirlande au centre. Dans l'espace central, autrefois muni d'une petite porte, est insérée la Madonna della Fever, un tableau de la Vierge à l'Enfant vénéré pour ses pouvoirs thaumaturgiques. L'édicule central est décoré sur le pourtour de deux groupes de trois anges sur les côtés, sculptés en haut relief, de deux bas-reliefs de candélabres fleuris dans des vases sur les côtés et, au-dessus du tympan, de deux angelots couchés.
L'attique est orné de deux anges tenant des rideaux placés en correspondance avec les chapiteaux qui supportent un rideau qui laisse apparaître le relief écrasé de la déposition du Christ. L'ensemble est couronné par un cadre denté avec un entablement divisé en carrés à tiges cannelées.
Ici aussi, il est difficile de séparer la contribution de Donatello de celle de Michelozzo, mais la main du premier est certainement présente dans les reliefs en stiacciato, en particulier dans la Déposition. Ici, l'accentuation expressive du drame de la scène est forte, avec une figure désespérée levant les bras et une autre, peut-être la Vierge, qui pleure calmement, se détourne et se couvre le visage de ses mains et de sa robe et qui sèche les larmes.